# Кафедра гідрології та гідроекології Київського університету
Кафедра гідрології та гідроекології Київського національного університету імені Тараса Шевченка — навчально-науковий підрозділ географічного факультету.

## Історія кафедри

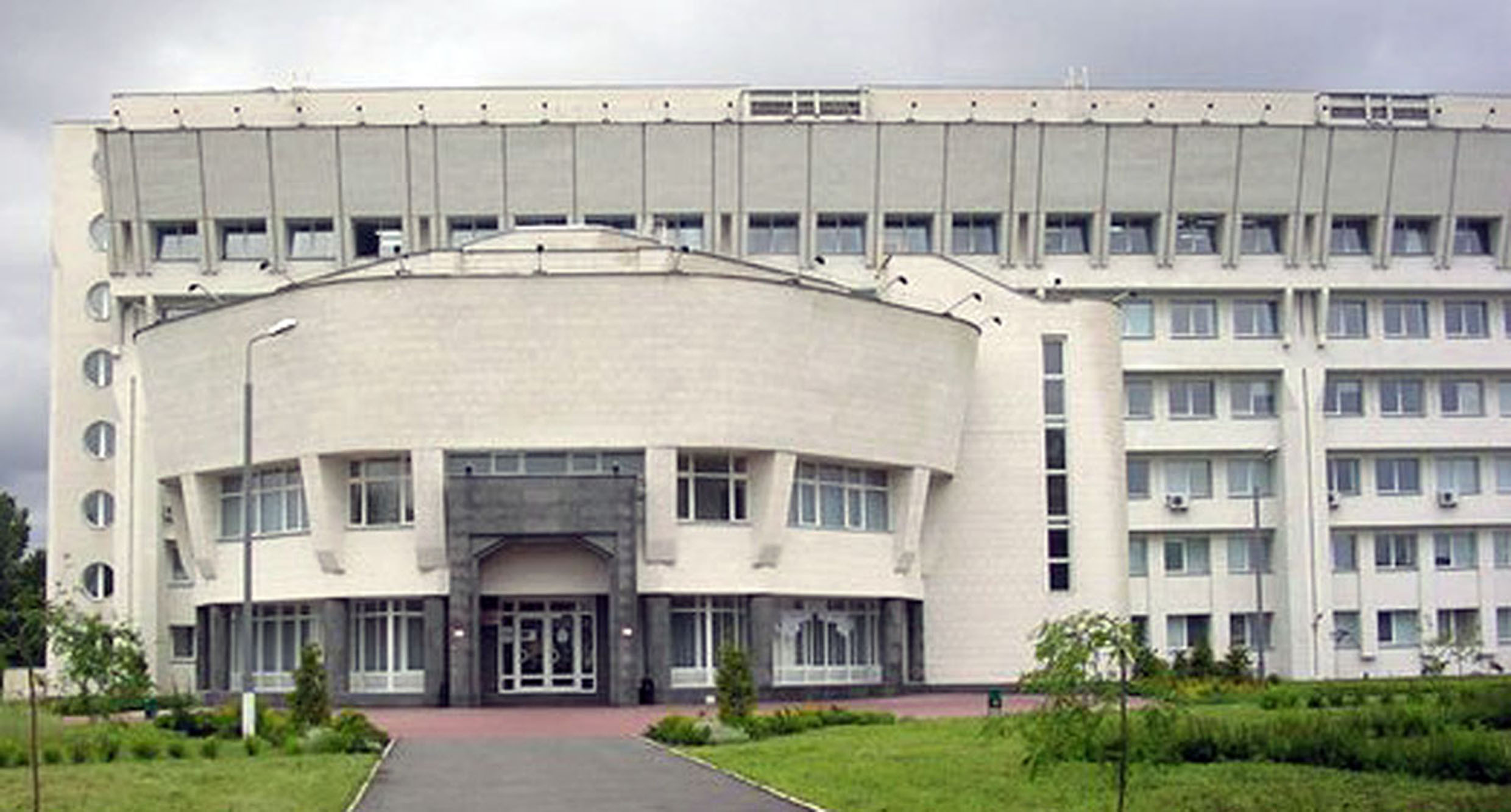
Корпус географічного факультету Київського національного університету імені Тараса Шевченка, збудований у 2005 р. (біля станції метро «Виставковий центр»)

Кафедра гідрології та гідроекології була утворена в 1949 р. як кафедра гідрології суші на географічному факультеті Київського державного університету імені Т. Г. Шевченка у зв'язку з потребою у підготовці фахівців-гідрологів, необхідних для вивчення водних об'єктів та водних ресурсів України і колишнього СРСР та практичної реалізації водогосподарських проектів. Протягом свого існування кафедра змінювала назву.

### Назви кафедри
- Кафедра гідрології суші — 1949 р.
- Кафедра гідрології та гідрохімії — 1976 р.
- Кафедра гідрології та гідроекології — 2002 р.

### Завідувачі кафедри
Кафедру гідрології та гідроекології в різні роки очолювали:
- В. О. Назаров — доктор технічних наук, професор (1949—1961 рр.).
- Б. А. Пишкін — доктор технічних наук, професор, член-кореспондент АН УРСР (1961—1967 рр.).
- С. П. Пустовойт — кандидат географічних наук, в.о. професора (1968—1976 рр.).
- В. І. Пелешенко — доктор географічних наук, професор, заслужений діяч науки і техніки України (1976—1993 рр.).
- Л. М. Горєв — доктор географічних наук, професор (1993—1999 рр.).
- В. К. Хільчевський — доктор географічних наук, професор, заслужений діяч науки і техніки України, лауреат Державної премії України (2000-2019 рр.) .
- В. В. Гребінь — доктор географічних наук, професор (2019 рр.).

В історії кафедри виділяється 3 періоди.

### І період - кафедра гідрології суші (1949—1976 роки)

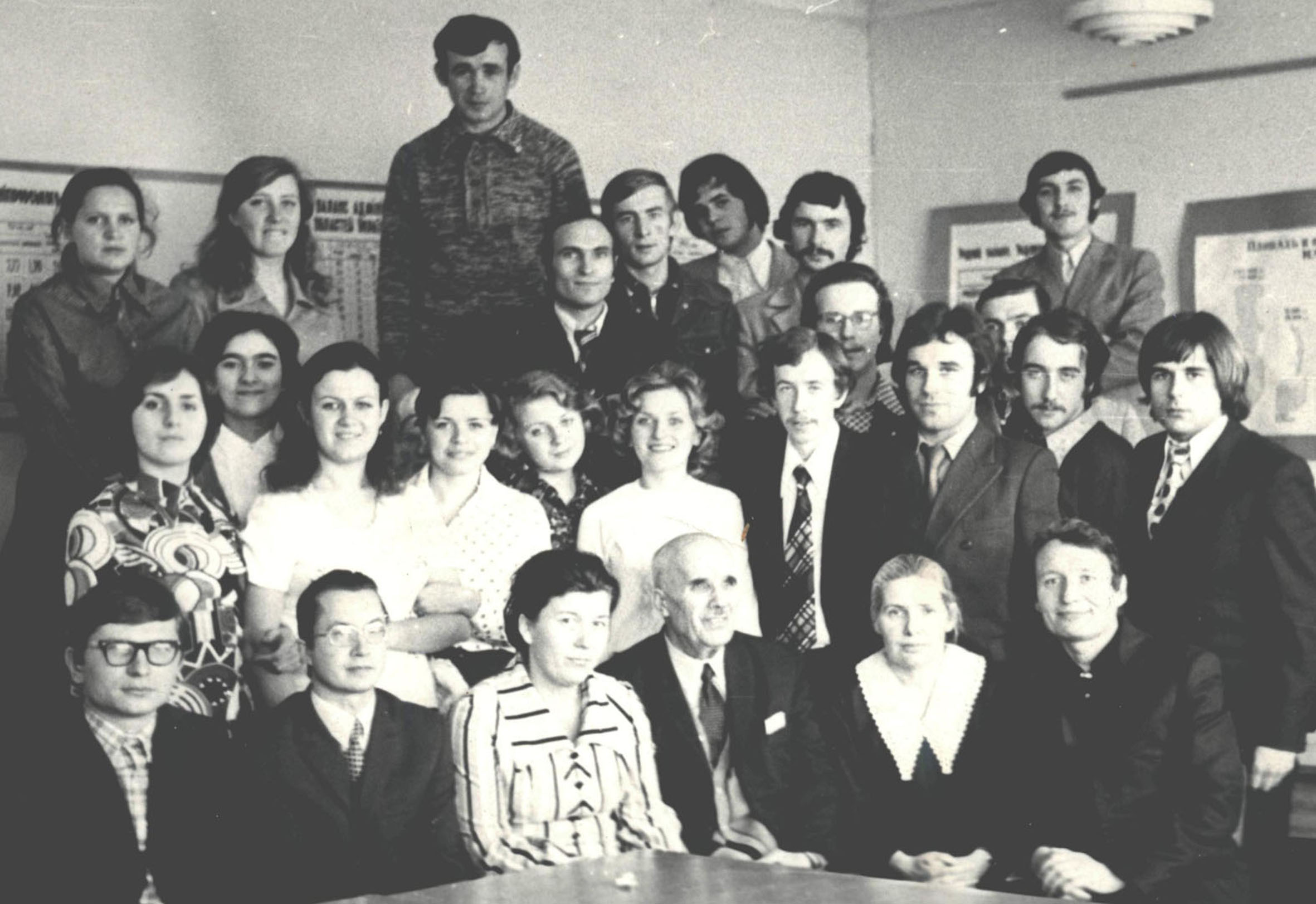
Викладачі та студенти 5-го курсу кафедри (завідувач кафедри С. П. Пустовойт — в I ряду 4-й зліва), 1976 р.

За першого завідувача кафедри В. О. Назарова здійснювалося становлення навчально-методичної бази кафедри гідрології суші. В 1952 р. відбувся перший випуск гідрологів. В 50-60 роки XX ст. набір на кафедру студентів здійснювався з 3-го курсу, причому це відбувалося не кожен рік.
З 70-х років XX ст. набір на кафедру студентів почали здійснювати з 1-го курсу кожен рік в кількості до 30 осіб.
В 1971 р. відбувся єдиний випуск гідрологів, підготовлених на вечірньому відділенні.
В 1975 р. відбувся перший випуск гідрологів зі спеціалізацією «гідрохімія». У штаті кафедри у цей період працювало 8 викладачів.
В ці роки на кафедрі розвиваються дослідження, пов'язані з напрямами наукової діяльності завідувачів кафедри: гідрологічні прогнози (В. О. Назаров), переробка берегів водосховищ (Б. А. Пишкін, який також очолював відділ в інституті гідромеханіки АН УРСР), гідрологічний режим та гідрологічне районування (С. П. Пустовойт). Вчені кафедри взяли участь у розробці «Атласа природных условий и естественных ресурсов Украинской ССР» (1978).
В 1970 р. за ініціативи доц. В. І. Пелешенка при кафедрі створюється науково-дослідна лабораторія гідрохімії, яка в 1971 р. отримує статус проблемної. Її завідувачем стає Д. В. Закревський. Основне завдання лабораторії — вивчення фізико-хімічних умов у природних водах території України.

### II період - кафедра гідрології та гідрохімії (1976—2000 роки)
В 1976 р. кафедру гідрології суші очолив В. І. Пелешенко, який разом з колегами заснував наукову школу гідрохімії в університеті. В цьому ж році кафедру перейменовано — гідрології та гідрохімії Поглиблюється начально-методична база з підготовки гідрологів, розвивається спеціалізація «гідрохімія».
1981 р. кафедрою створюється Богуславський гідролого-гідрохімічний стаціонар на р. Рось для проходження гідрометричної та польової гідрохімічної практики студентами 2-го курсу. Випускники кафедри працюють по всій території колишнього СРСР.
З кінця 90-х років XX ст. кафедра почала готувати фахівців за спеціальністю «гідрологія і гідрохімія» за трирівневою системою освіти: бакалавр, спеціаліст, магістр.
Вчені кафедри досліджували гідрохімічний режим та якість води всіх основних річок України, Шацьких озер, вплив зрошувальних і осушувальних меліорацій на хімічний склад природних вод(Л. М. Горєв, Д. В. Закревський), якість води водойм-охолоджувачів АЕС України (зокрема, Чорнобильської АЕС) і Смоленської АЕС в Росії (М. І. Ромась).
На Богуславському гідролого-гідрохімічному стаціонарі виконувалися експериментальні дослідження хімічного складу поверхнево-схилового стоку, впливу агрохімічних засобів на якість вод (В. К. Хільчевський).
В цей період на кафедрі почали розвиватися дослідження руслових процесів на річках (О. Г. Ободовський), гідрохімічних систем (С. І. Сніжко).

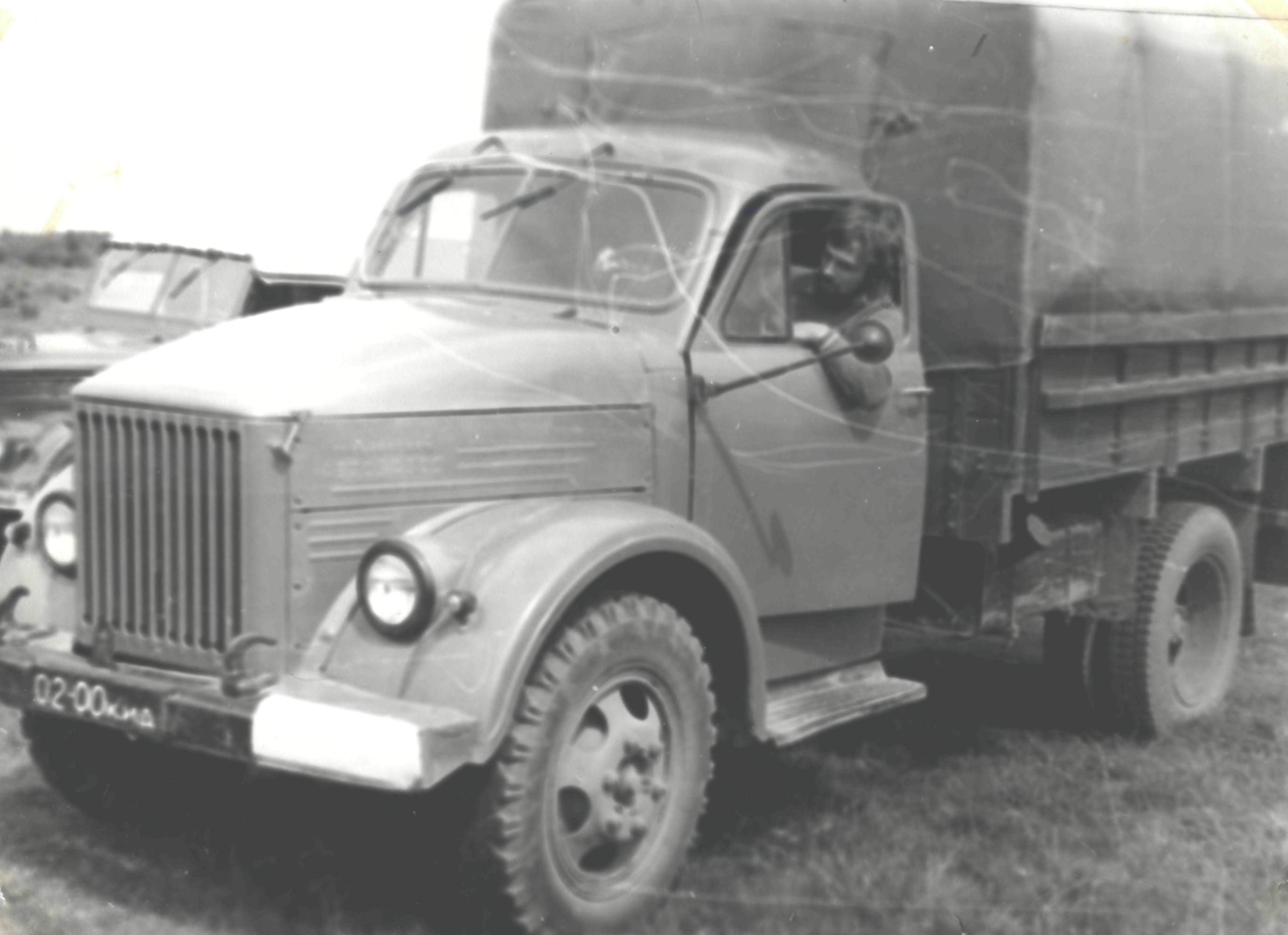
Експедиція на Шацьких озерах. За кермом ГАЗ-51 — інженер В. К. Хільчевський, 1976 p.
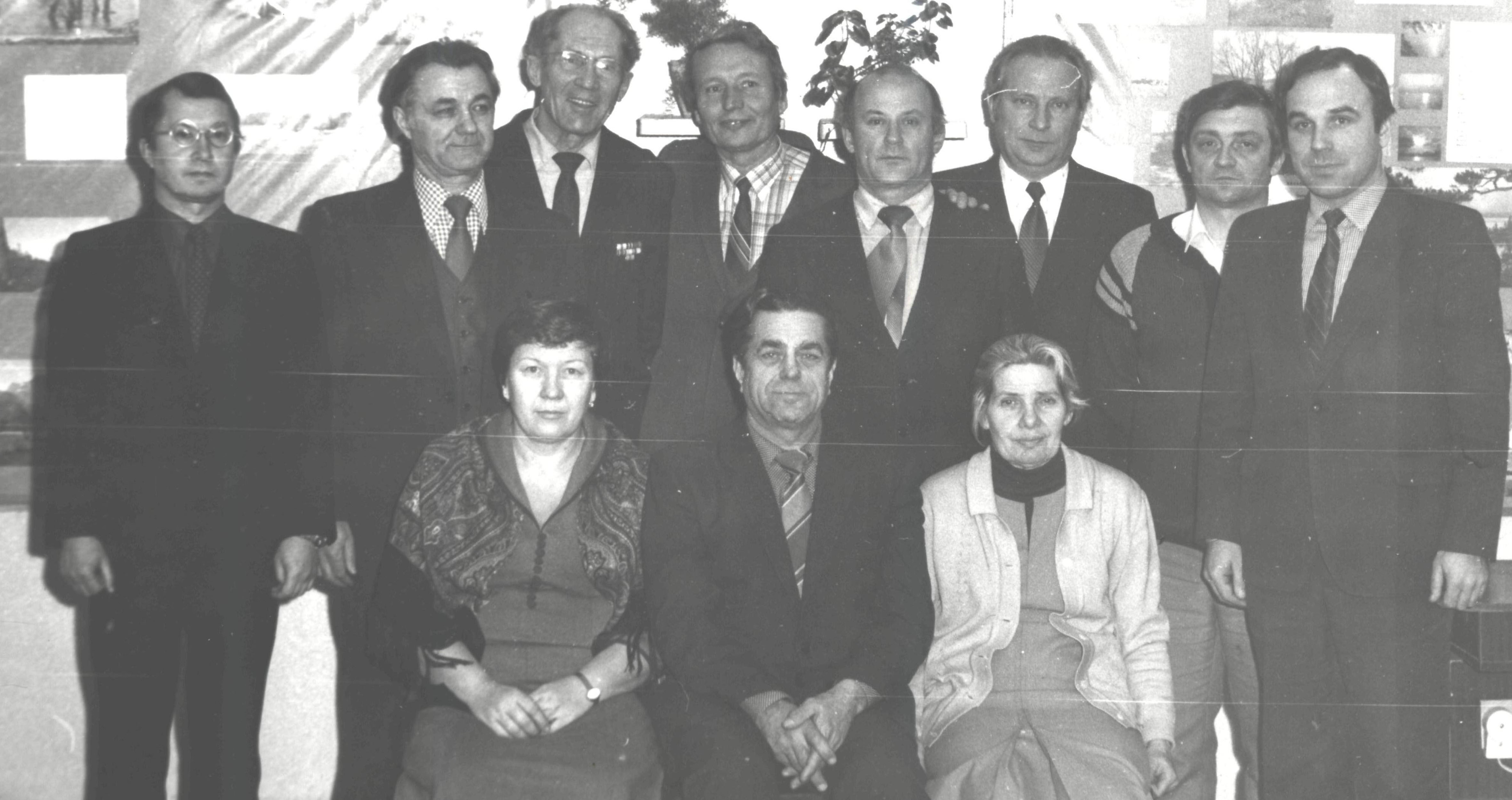
Викладачі та наукові співробітники кафедри (завідувач кафедри В. І. Пелешенко — в I ряду посередині), середина 1980-х рр.
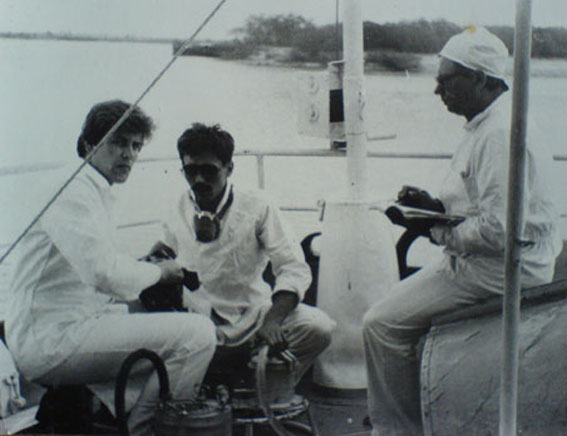
Експедиція в Чорнобильській зоні (зліва направо: С. І. Сніжко, С. Соколов, М. І. Ромась), 1986 р
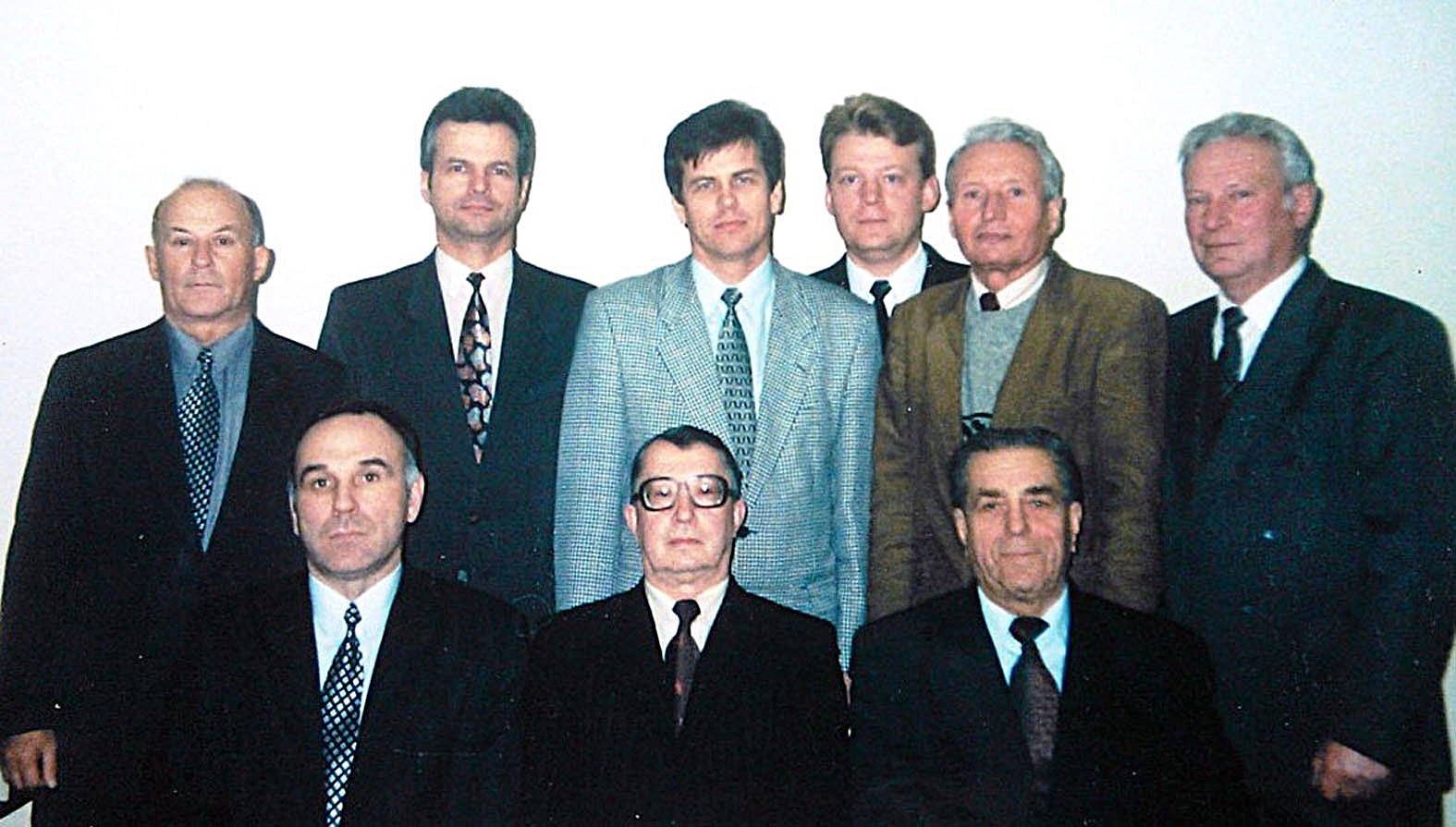
Викладачі кафедри (завідувач кафедри Л. М. Горєв — в 1-му ряду посередині), 1998 р.
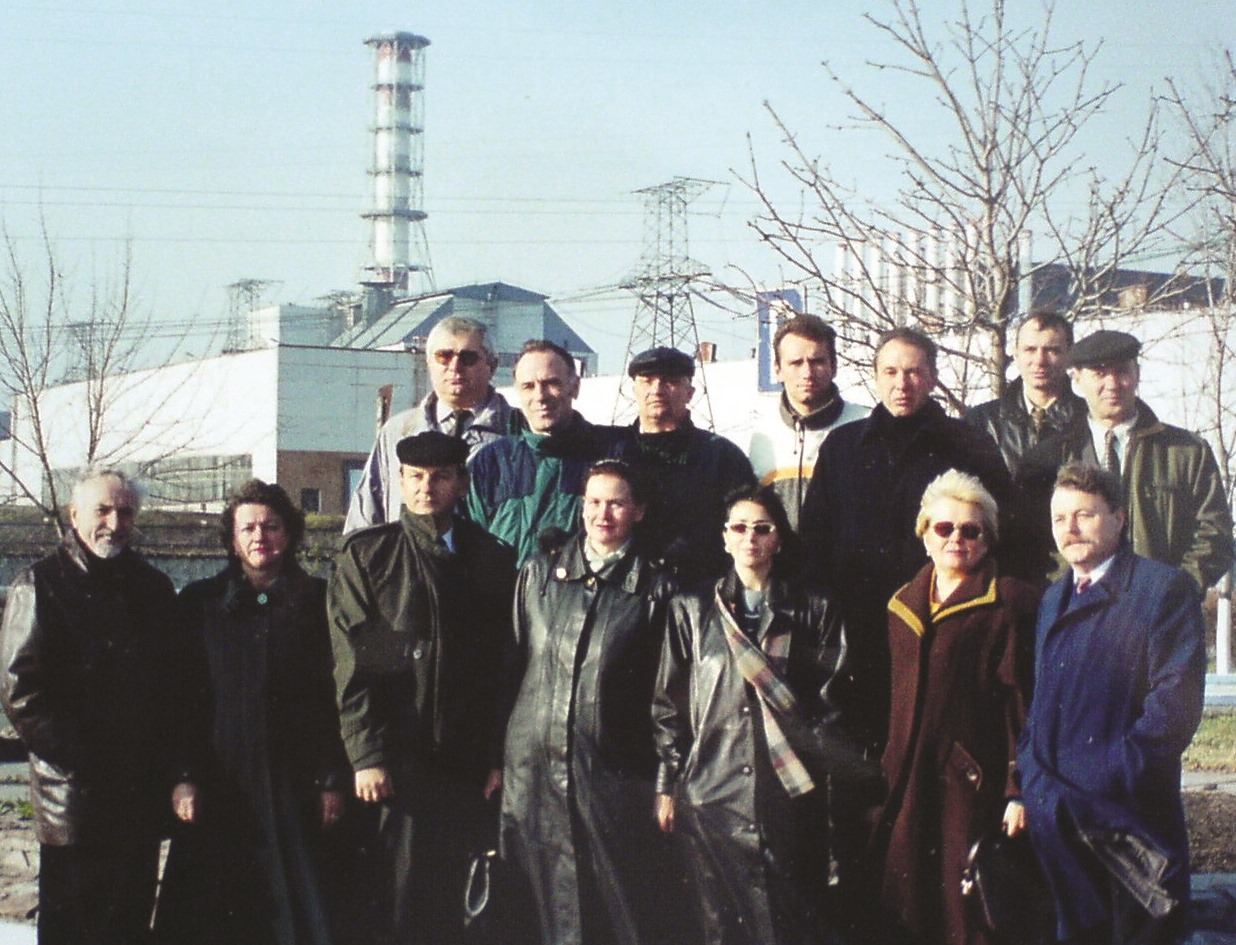
ЧАЕС, симпозіум (2-й ряд: 2-й зліва В. К. Хільчевський, 3-й — В. М. Савицький), 2000 р.

Значним є внесок у математичне моделювання гідрохімічних процесів на зрошуваних територіях завідувача кафедри з 1993 р. Л. М. Горєва.
Фахівці кафедри взяли участь у розробці «Гидрохимического атласа СССР» (1990) разом з вченими Гідрохімічного інституту Держгідромету СРСР (м. Ростов-на-Дону, Росія).
У 1993 р. на базі кафедри створено спеціалізовану вчену раду по захисту докторських дисертацій.

### III період - кафедра гідрології та гідроекології (з 2002 року)
2000 року кафедру очолив В. К. Хільчевський, з ініціативи якого в 2002 р. її перейменовано на кафедру гідрології та гідроекології. Введені нові гідроекологічні спецкурси.
В 2000 р. відбувся перший випуск магістрів.
Набір на перший курс становить 10-15 студентів. Після бакалаврату студенти продовжують навчання в групах спеціалістів і магістрів (2000—2012 рр.).
З 2010 р. фахівці готуються за спеціальністю «гідрологія» згідно з новим переліком спеціальностей Кабінету Міністрів України.
Штат викладачів кафедри — 10 осіб.
З 2000-х років розширюються дослідження з гідрології та гідрохімії, пов'язані з гідроекологічною проблематикою.
Розробляються основи гідрохімії регіональних басейнових систем, нормативи моніторингу якості вод Держводагенства України згідно з Водною рамковою директивою Європейського союзу (В. К. Хільчевський), досліджуються руслові процеси на річках України, особливо транскордонних (О. Г. Ободовський), гідрологічний режим річок в умовах кліматичних змін (В. В. Гребінь).
Бюджетна наукова тематика виконується на базі науково-дослідного сектору гідроекології та гідрохімії.

Співробітники кафедри (зав. кафедри В. К. Хільчевський — в 1-му ряду посередині), 2012 р.
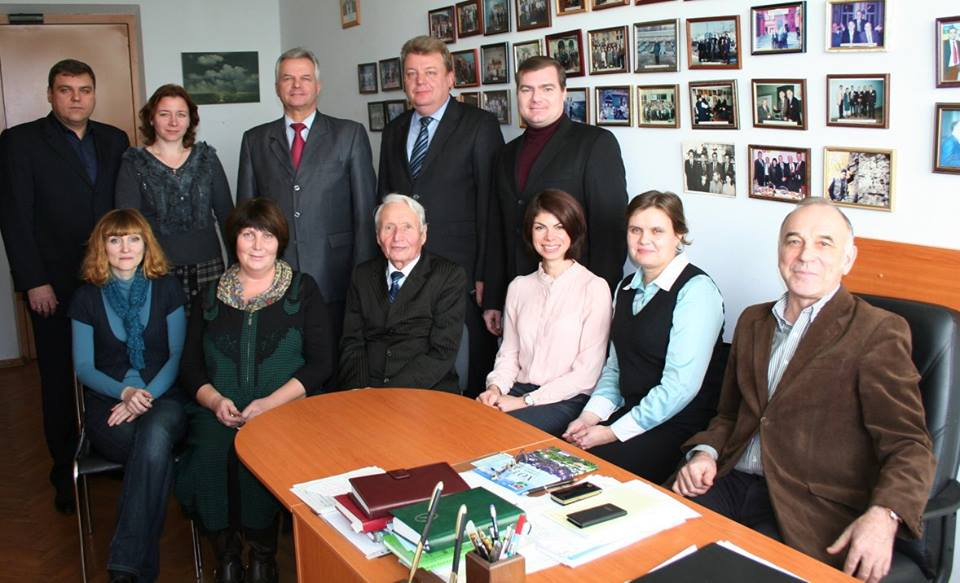
Співробітники кафедри, 2015 р.
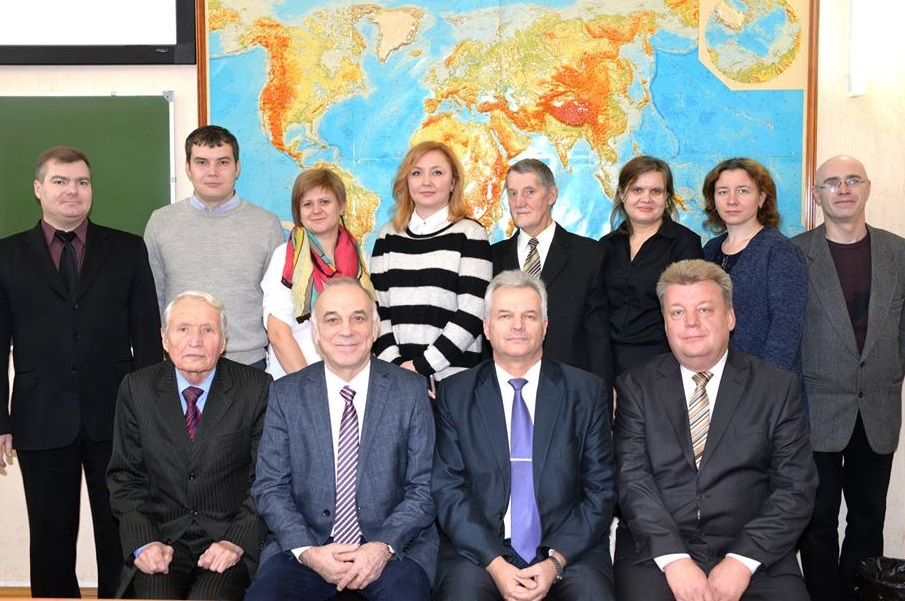
Співробітники кафедри (зав. кафедри В. К. Хільчевський — в 1-му ряду 2-й зліва), 2017 р.
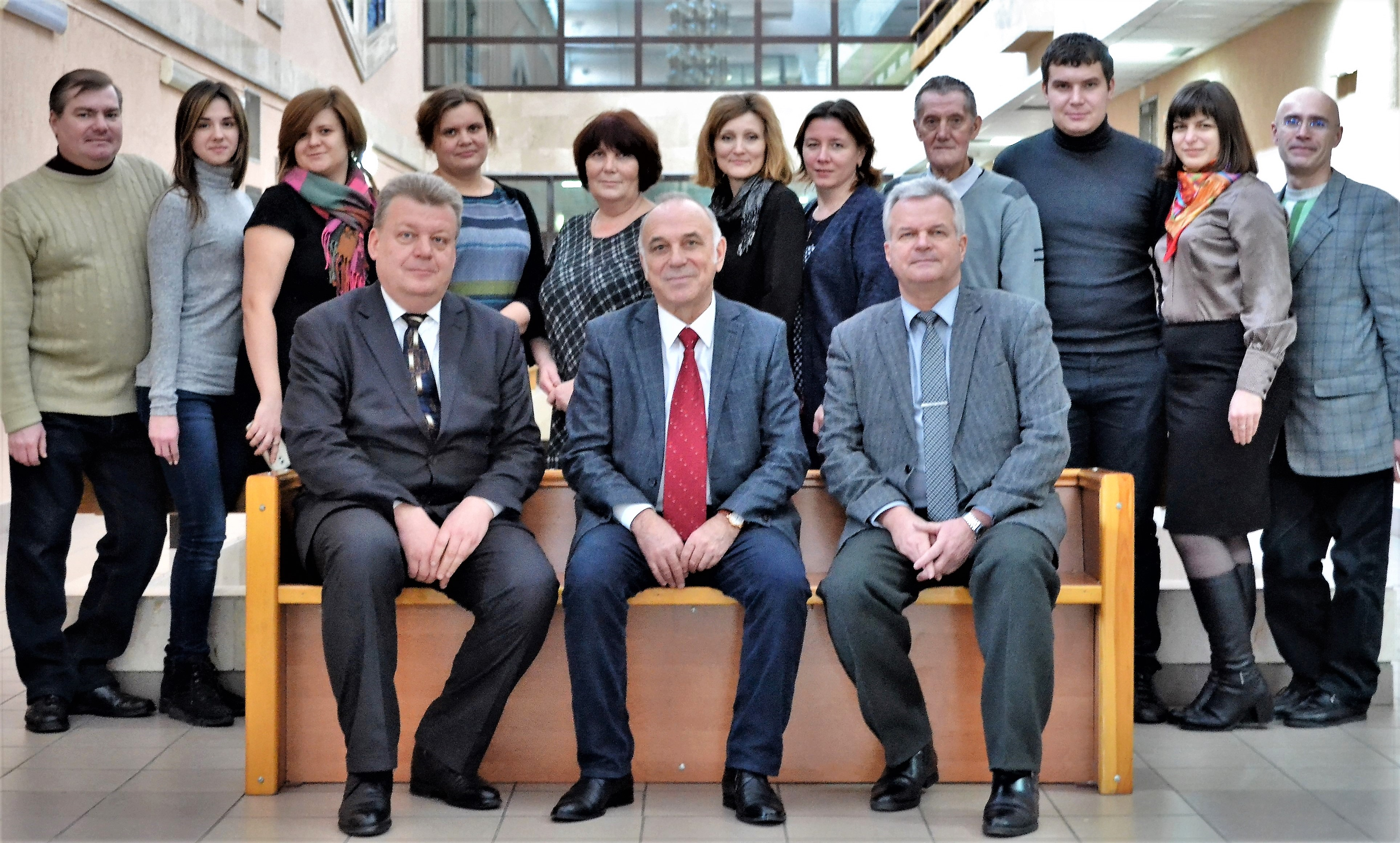
Співробітники кафедри, 2019 р.

Вчені кафедри взяли участь у фундаментальних наукових проектах: разом з вченими УкрНДГМІ у розробці карт якості поверхневих вод до «Національного атласу України» (2007), у роботі над «Екологічною енциклопедією» (2007—2008), у розробці та впровадженні схеми гідрографічного та водогосподарського районування території України згідно вимог Європейського Союзу (2012—2013). Схема гідрографічного районування території України була затверджена Верховною Радою України у 2016 р. і внесена до Водного кодексу України.
У 2000 р. на кафедрі засновано періодичний науковий збірник «Гідрологія, гідрохімія і гідроекологія».
У 2001 р. започатковано проведення Всеукраїнських наукових конференцій з міжнародною участю «Проблеми гідрології, гідрохімії та гідроекології».

## Кадровий склад

### Склад кафедри гідрології та гідроекології

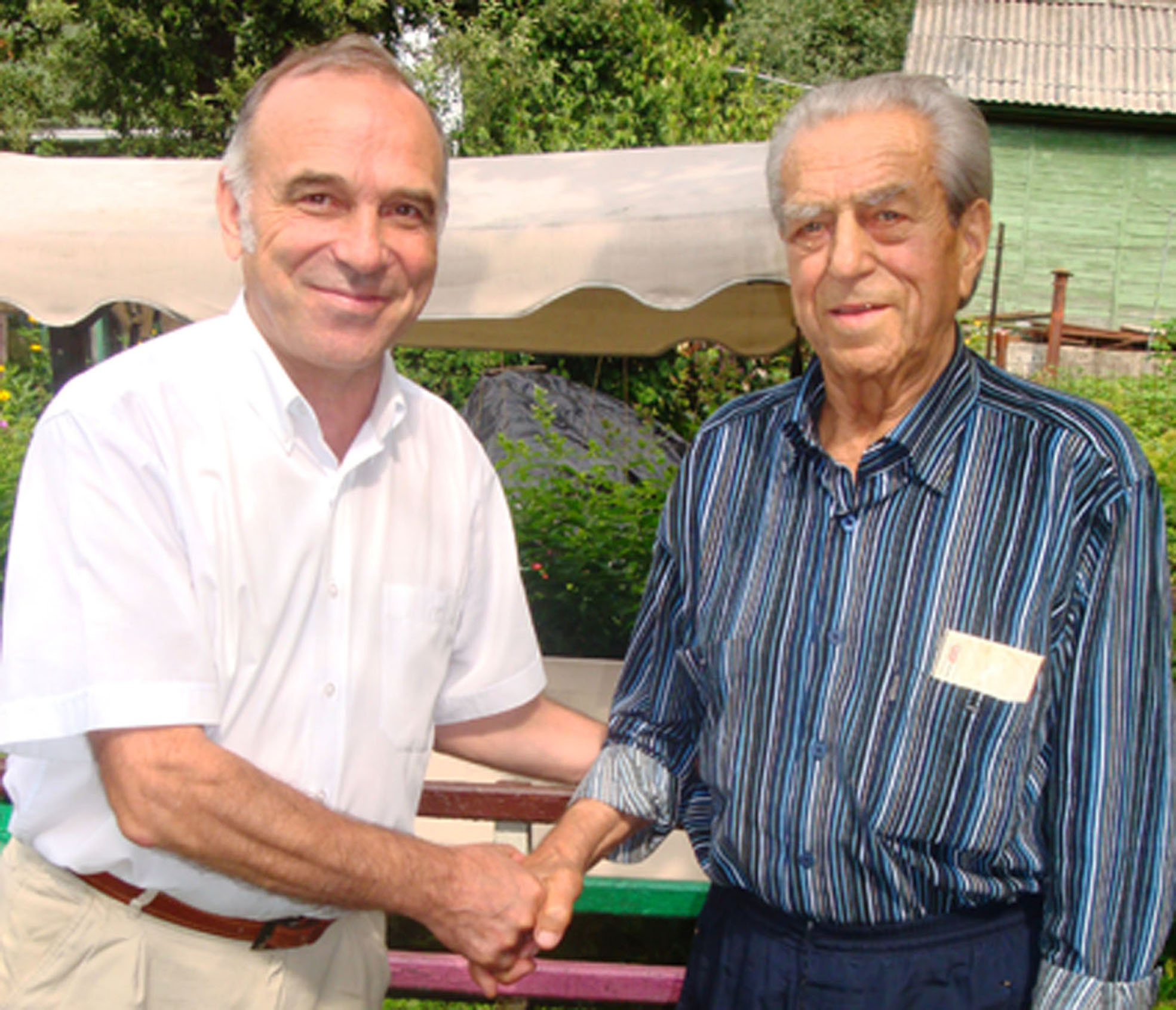
Ювілей вчителя гідрохіміків — 85 років В. І. Пелешенку (справа). Вітає завідувач кафедри В. К. Хільчевський (зліва), 28.06.2012

Викладацький склад. Навчальний процес студентів кафедри забезпечують 7 викладачів (на 2018-2019 н.р.):
3 доктори геогр. наук, професори — В. К. Хільчевський — завідувач кафедри (викладає - з 1989 р.); професори  О. Г. Ободовський (викладає - з 1989 р.), В. В. Гребінь (викладає - з 1992 р.);
2 кандидати геогр. наук, доценти — С. М. Курило (викладає - з 2002 р.), О. І. Лук'янець (викладає - з 2009 р.). 
2 кандидати геогр. наук, асистенти —  Ю. О. Чорноморець (викладає - з 2007 р.), С. О. Москаленко (викладає - з 2017 р.).
Науково-дослідний сектор гідроекології та гідрохімії  (НДС) — 5 співробітників. Завідувач сектору — к. геогр. н. К.Ю. Данько; наукові співробітники: с. н. с. , к.т. н. В. В. Онищук; н.с., к.геогр.н. Е. Р. Рахматуліна; м.н.с., к.геогр.н. І. В. Купріков.
Навчально-допоміжний персонал — 6 співробітників (з них 2 — на Богуславському гідролого-гідрохімічному стаціонарі на р. Рось у м. Богуслав Київської обл.).
Усього працює на кафедрі (2017 р.): 19 штатних співробітників (8 — викладачів, 5 — співробітників НДС, : 6 — навчально-допоміжного персоналу), з яких 3 — доктори наук, 8 — кандидати наук.
Аспірантура — 4 аспіранти.
Навчається студентів на кафедрі на всіх курсах — понад 70 студентів.

### Викладачі, які працювали на кафедрі у різні роки
У різний час у штаті кафедри працювали викладачами: канд. геогр. наук, доцент С. М. Лісогор (1968-2018 рр.),  канд. геогр. наук, асистент О.С. Коноваленко (2011-2017 рр.); канд. геогр. наук, доцент  С. С. Дубняк (1998-2016 рр., 2011-2014 рр. - докторантура); канд. хім. наук, доцент В. М. Савицький (2000-2014 рр.); канд. геогр. наук, асистент Н.В. Приймаченко (2011-2014 рр.); канд. геогр. наук, доцент Ю. С. Тавров (2010—2011 рр.); канд. тех. наук, доцент П. С. Лозовіцький (2003—2010 рр.), канд. геогр. наук, доцент С. І. Сніжко, канд. геогр. наук, доцент М. Г. Галущенко (1976—2002 рр.); канд. геогр. наук, доцент С. С. Левківський (1964—1999 рр.); канд. геогр. наук, доцент Л. Г. Будкіна (1962—1995 рр.); канд. геогр. наук, доцент Л. М. Козінцева (1953—1992 рр.); канд. тех. наук, доцент Є. С. Цайтц (1978—1989 рр.); канд. геогр. наук, доцент А. Б. Кордюм (1980—1982 рр.); канд. тех. наук, доцент В. Л. Максимчук (1974—1975 рр.); асистенти — О. О. Косовець (1976—1977 рр.), В. І. Кулинич (1974—1975 рр..), Г. В. Безугла (1952—1957 рр.).

## Наукові дослідження, видання, спецрада

### Основні напрямки досліджень
Основні напрямки досліджень на кафедрі гідрології та гідроекології за останній період:
- розробка нових методик визначення мікроелементів в природних водах;
- вивчення якості води водойм-охолоджувачів АЕС;
- розробка основ моніторингу впливу агрохімічних засобів на якість природних вод;
- вирішення питань утилізації осадів стічних вод на очисних спорудах міст України;
- розробка теоретичних питань руслових процесів та вирішення прикладних завдань по зміцненню берегів рівнинних водосховищ та гірських річок Закарпаття;
- гідроекологічні аспекти водопостачання та водовідведення;
- трансформація хімічного складу поверхневих вод;
- гідрохімія регіональних басейнових систем;
- гідрологічний режим річок України в умовах зміни клімату.

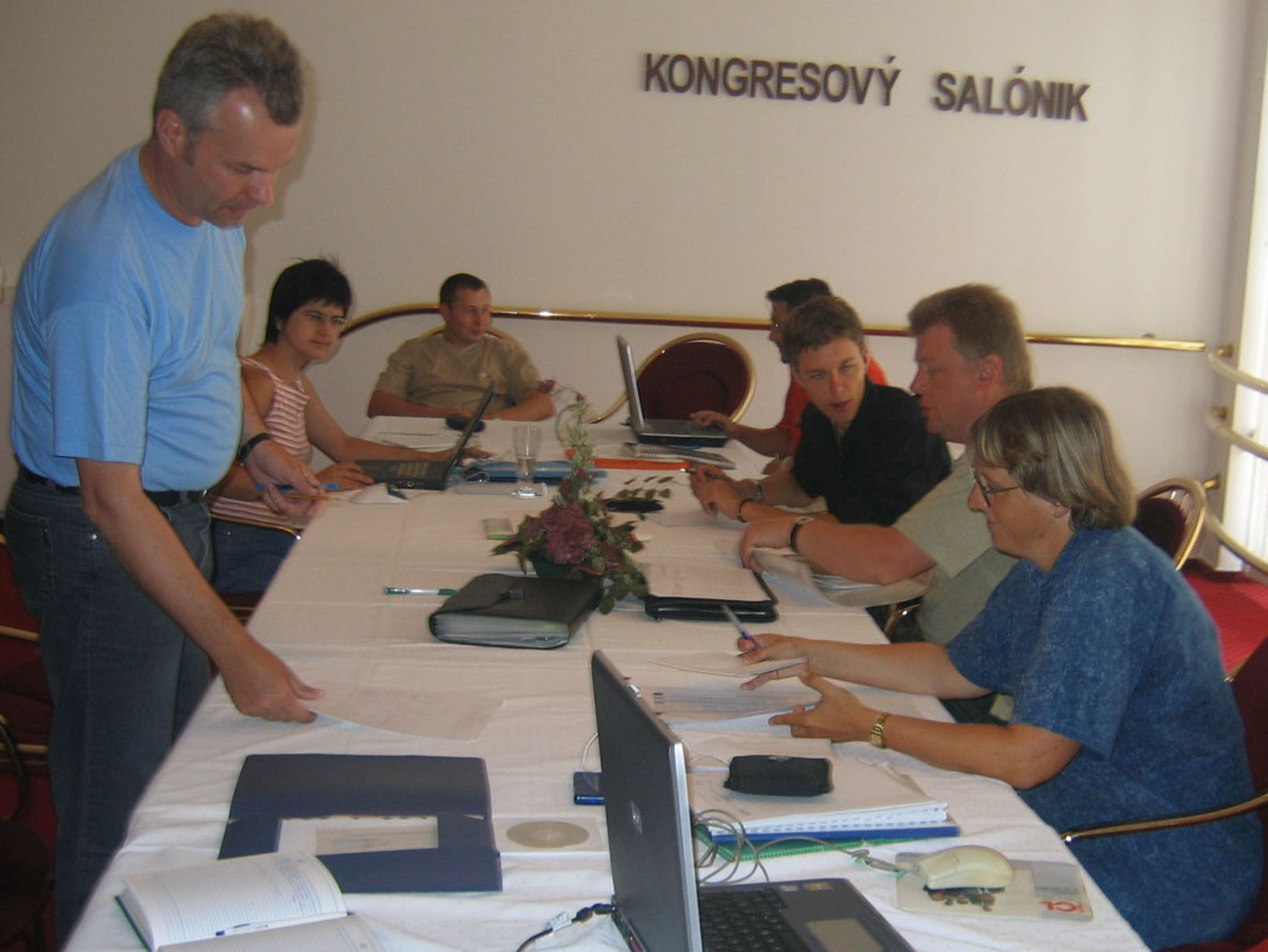
На семінарі в Словаччині (зліва — О. Г. Ободовський), початок 2000-х рр.
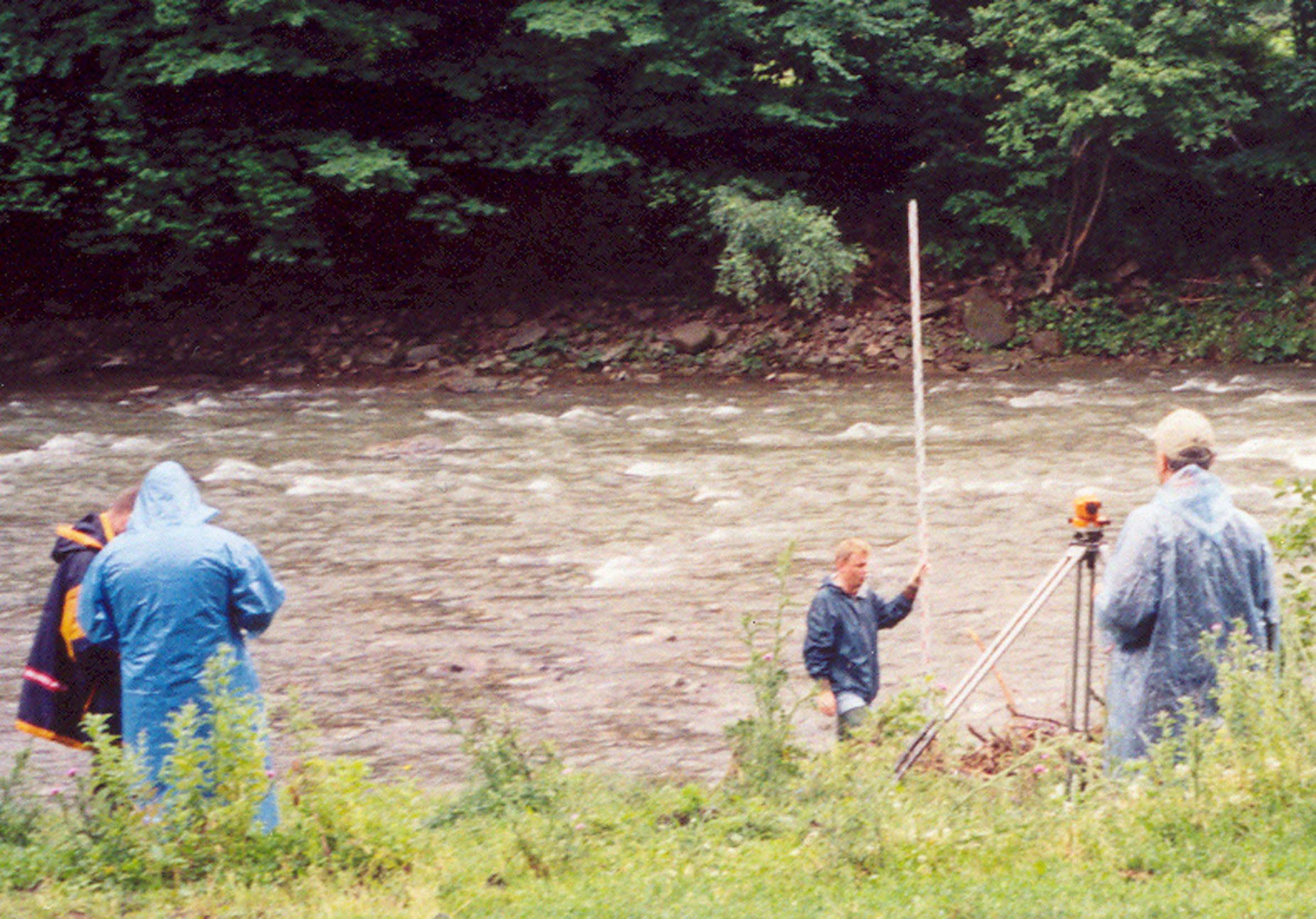
Експедиційні дослідження на р. Тиса, 2005 р.
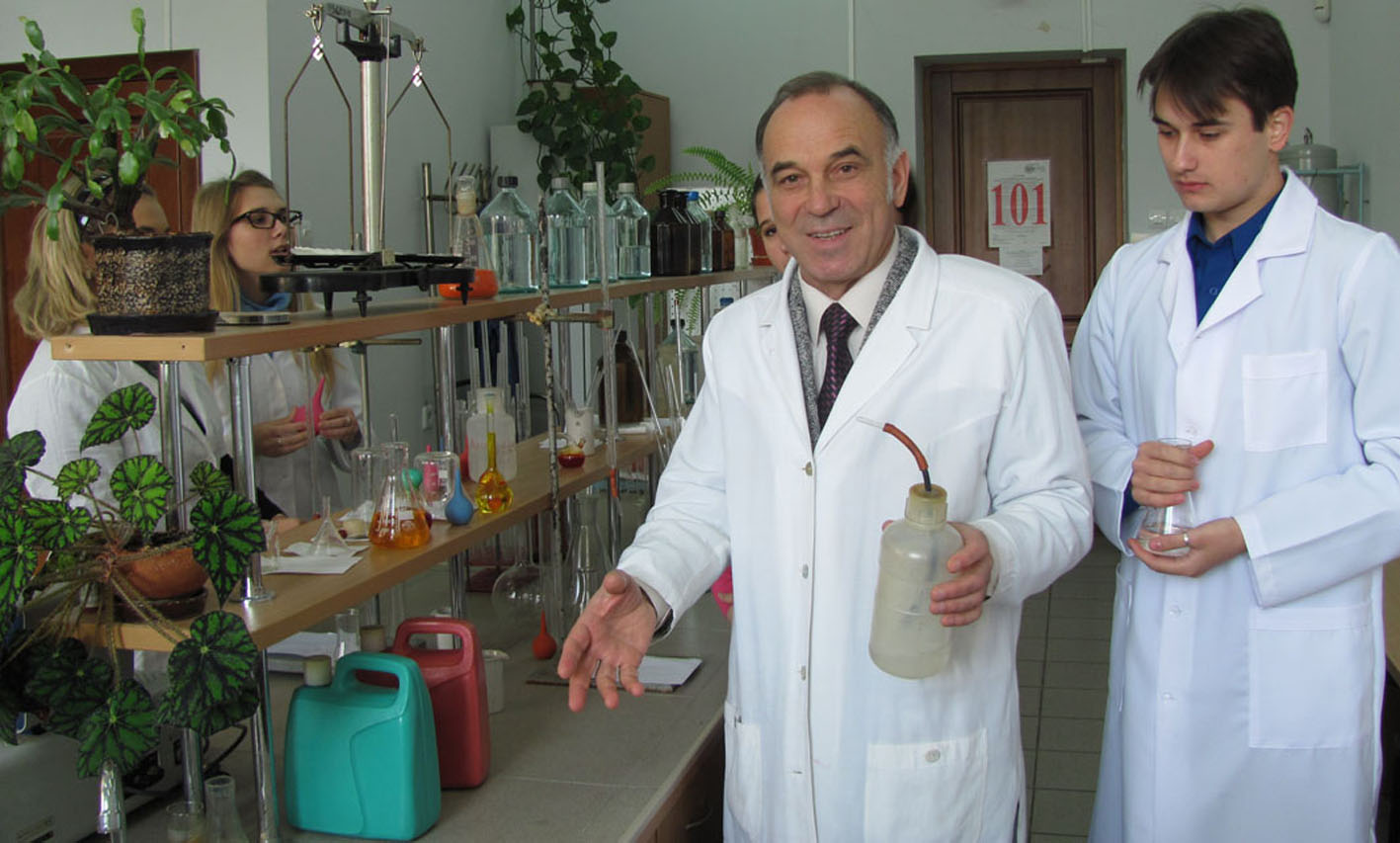
Дослідження зі студентами якості води в гідрохімічній лабораторії, 2011 р.
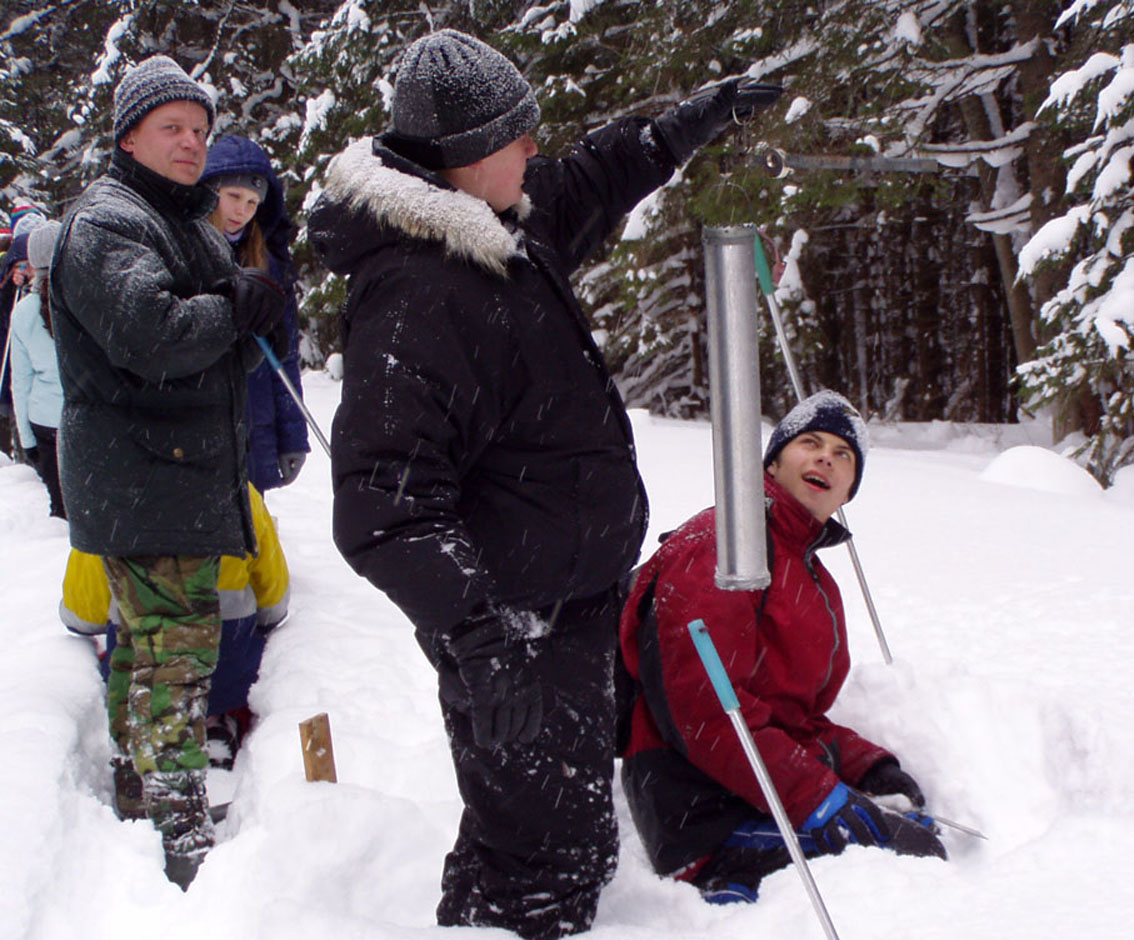
Зимова практика, Карпати (зліва — В. В. Гребінь), початок 2000-х рр.

### Міжнародні наукові зв'язки
Співробітники кафедри беруть участь у виконанні державних наукових програм та міжнародних проектів, пов'язаних з протипаводковим захистом у басейні Тиси, дослідженням антропогенного впливу на р. Дунай, організацією моніторингу якості води транскордонних річок Уж, Латориця, Західний Буг, Прип'ять. Під час виконання цих проектів налагоджується співпраця з вченими в галузі охорони вод з Білорусі, Польщі, Румунії, Словаччини, Угорщини. Співробітники кафедри також беруть участь у міжнародних наукових конференціях, зокрема, традиційних з проблем управління водними ресурсами та якістю води в басейні р. Дунай, проходять наукове стажування за рубежем, зокрема у Бухарестському університеті (Румунія), Мюнстерському університеті (ФРН), підтримують творчі зв'язки з вченими Московського державного університету ім. М. В. Ломоносова (Росія), Гідрохімічного інституту (м. Ростов-на-Дону, Росія), Центрального науково-дослідного інституту комплексного використання водних ресурсів (м. Мінськ, Білорусь), Люблінського університету ім. М. Складовської-Кюрі (Польща).

### Докторські дисертації, захищені співробітниками кафедри
Всього — 8 захистів, 4 з них після 2000 р.
В. І. Пелешенко (1981 р.);
Л. М. Горєв (1987 р.);
Д. В. Закревський (1992 р.);
В. К. Хільчевський (1996 р.);
О. Г. Ободовський (2002 р.);
С. І. Сніжко (2002 р.);
М. І. Ромась (2003 р.);
В. В. Гребінь (2011 р.).

## Почесні звання
Заслужений діяч науки і техніки України:
- В. І. Пелешенко, 1988 р.
- В. К. Хільчевський, 2009 р.

Державна премія України в галузі науки і техніки:
- В. К. Хільчевський  - у складі авторського колективу за цикл наукових праць "Оцінка, прогнозування та оптимізація стану водних екосистем України", 2017 р.

## Видання кафедри
- ВИДАННЯ КАФЕДРИ ГІДРОЛОГІЇ ТА ГІДРОЕКОЛОГІЇ у PDF-форматі з гідрології та гідрохімії на  електронних ресурсах Національної бібліотеки України ім. В.І. Вернадського.

Деякі монографії (з 2001 р.):
- Ободовський О. Г. Гідролого-екологічна оцінка руслових процесів (на прикладі річок України). — К. : Ніка-центр, 2001. — 274 с.
- Гідрохімія і радіогеохімія річок і боліт Житомирської області / За ред. С. І. Сніжка і О. О. Орлова. — Житомир: Волинь, 2002. — 264 с.
- Аксьом С. Д., Хільчевський В. К. Вплив сульфатного карсту на хімічний склад природних вод в басейні Дніпра. — К. : Ніка-Центр, 2002. — 204 с.
- Ромась М. І. Гідрохімія водних об'єктів атомної і теплової енергетики. К.: ВПЦ «Київський університет» , 2003. — 532 с.
- Мониторинг, использование и управление водными ресурсами в басейнер. Припять / Под ред. М. Ю. Калинина и А. Г. Ободовского. — Минск: Белсєнс, 2003. — 269 с.
- Українські гідрологи, гідрохіміки, гідроекологи [Архівовано 30 березня 2017 у Wayback Machine.] [Електронний ресурс] / За ред. В.К. Хільчевського - К., 2004. - 176 с.

 — ISBN 966-521-277-X
- Будник С. В., Хильчевський В. К. Гидродинамика и гидрохимия склонов водотоков. — К.: Обрії, 2005. — 368 с.
- Ободовський О. Г., Ярошевич О. Е. Гідроморфологічна оцінка якості річок басейну Верхньої Тиси. — К. : Інтердрук, 2006. — 70 с.
- Забокрицька М. Р., Хільчевський В. К., Манченко А. П. Гідроекологічний стан басейну Західного Бугу на території України [Архівовано 2 лютого 2017 у Wayback Machine.] [Електронний ресурс]. — К. : Ніка-Центр, 2006. — 184 с.
- Гідролого-гідрохімічна характеристика мінімального стоку річок басейну Дніпра / За ред. В. К. Хільчевського. — К. : Ніка-Центр, 2007. — 184 с.
- Національний атлас України. — К., 2007 / В. К. Хільчевський і О. І. Лук'янець співавтори гідрохімічних і гідрологічних карт.
- Екологічна енциклопедія. Т.1 . — К., 2006; Т.2 . — К., 2007; Т.3 . — К., 2008 / В. К. Хільчевський, член редколегії.
- Водні ресурси та якість річкових вод басейну Південного Бугу: Монографія [Архівовано 14 серпня 2017 у Wayback Machine.] [Електронний ресурс] / За ред. В. К. Хільчевського. — К.: Ніка-центр, 2009. — 184 с.
- Гідроекологічний стан басейну річки Рось [Архівовано 14 серпня 2017 у Wayback Machine.] [Електронний ресурс] / За ред. В. К. Хільчевського. — К.: Ніка-Центр, 2009. — 116 с.
- Струтинська В. М., Гребінь В. В. Термічний і льодовий режими річок басейну Дніпра з другої половини XX ст. — К. : Ніка-Центр, 2010 . — 196 с.
- Гребінь В. В. Сучасний водний режим річок України (ландшафтно-гідрологічний аналіз). — К. : Ніка-Центр, 2010. — 316 с.
- Руслові процеси річки Лімниця / За ред. О. Г. Ободовського, — К.: Ніка-Центр, 2010. — 256 с.
- Гідроекологічний стан басейну Горині в районі Хмельницької АЕС: Монографія [Архівовано 8 грудня 2017 у Wayback Machine.] [Електронний ресурс] / За ред. В. К. Хільчевського. — К. : Ніка-центр, 2011. — 176 с
- Хільчевський В. К., Кравчинський Р. Л. , Чунарьов О. В.  Гідрохімічний режим та якість води Інгульця в умовах техногенезу: Монографія [Архівовано 17 грудня 2018 у Wayback Machine.] [Електронний ресурс] — К.: Ніка-центр, 2012. — 180 с.
- Шерстюк Н. П, Хільчевський В. К. Особливості гідрохімічних процесів у техногенних і природних водних обє'ктах Кривбасу: Монографія [Архівовано 20 жовтня 2016 у Wayback Machine.] [Електронний ресурс] — Дніпропетровськ: Акцент, 2012. — 263 с.
- Водний фонд України. Штучні водойми — водосховища і ставки / За ред. В. К. Хільчевського і В. В. Гребеня. — К., 2014.
- До Угоди про асоціацію між Україною та Європейським Союзом. Терміни та визначення водних Директив ЄС. — К., 2015 [Архівовано 25 квітня 2016 у Wayback Machine.].

Підручники:
- Горєв Л. М., Пелешенко В. І. Основи меліоративної гідрохімії. — К., 1991.
- Горєв Л. М., Пелешенко В. І. Хільчевський В. К. Гідрохімія України. — К., 1995. — ISBN 5-11-004522-4
- Горєв Л. М., Основи моделювання в гідроекології. — К., 1996.
- Пелешенко В. І., Хільчевський В. К. Загальна гідрохімія. — К., 1997. — ISBN 5-325-00796-3
- Хільчевський В.К. Водопостачання і водовідведення: гідроекологічні аспекти: Підручник [Архівовано 11 жовтня 2016 у Wayback Machine.] [Електронний ресурс]. - К.: ВПЦ "Київський університет", 1999. - 319 с.
- Загальна гідрологія / С. С. Левківський, В. К. Хільчевский, О. Г. Ободовський та ін. — К., 2000. — ISBN 966-7459-57-8
- Сніжко С. І. Оцінка та прогнозування якості поверхневих вод. — К.,2001.
- Хільчевський В. К., Дубняк С. С. Основи океанології. — К. 2001. — ISBN 966-594-161-5
- Пелешенко В. І., Закревський Д. В. Гідрогеологія з основами інженерної геології. Частина 1. Гідрогеологія. — К., 2002.
- Пелешенко В. І., Закревський Д. В. Гідрогеологія з основами інженерної геології. Частина 2. Інженерна геологія. — К., 2003.
- Загальна гідрологія: Підручник. [Архівовано 7 березня 2017 у Wayback Machine.] [Електронний ресурс] / за ред. В. К. Хільчевського і О. Г. Ободовського. — К.: ВПЦ «Київський університет», 2008.
- Хільчевський В. К., Дубняк С. С. Основи океанології: підручник [Архівовано 4 грудня 2017 у Wayback Machine.]. [Електронний ресурс] - 2-ге вид., доп. і перероб.  — К.: ВПЦ "Київ. університет, 2008. — 255 с.
- Хільчевський  В. К., Осадчий В. І., Курило С. М.  Основи гідрохімії: підручник [Архівовано 27 серпня 2021 у Wayback Machine.] [Електронний ресурс]. - К.: Ніка-Центр, 2012.

Навчальні посібники з міністерським грифом:
- Пустовойт С. П. Гідрометрія. — К., 1974.
- Основи загальної гідрології. / за редакцією С. С. Левківського — К., 1975.
- Левківський С. С. Комплексне використання і охорона водних ресурсів СРСР. — К., 1982.
- Горєв Л. М., Пелешенко В. І.. Меліоративна гідрохімія. — К., 1984.
- Горєв Л. М., Пелешенко В. І. Методика гідрохімічних досліджень. — К., 1985.
- Гідрологічні і водно-балансові розрахунки / за редакцією М. Г. Галущенка. — К., 1987.
- Горєв Л. М., Никаноров А. М., Пелешенко В. І. Регіональна гідрохімія. — К., 1988.
- Горєв Л. М., Пелешенко В. І., Хільчевський В. К. Радіоактивність природних вод. К., 1993. — ISBN 5-11-004172-5
- Сніжко С. І. Інженерна гідрохімія. К., 2001.
- Хільчевський В. К. Гідрохімія океанів і морів. К., 2003.
- Польові та лабораторні дослідження хімічного складу води річки Рось [Архівовано 11 жовтня 2016 у Wayback Machine.] / За ред. В. К. Хільчевського. - К.: ВПЦ "Київський університет", 2012. - 144 с.

### Науковий збірник, конференція, спецрада
- Періодичний науковий збірник «Гідрологія, гідрохімія і гідроекологія» (головний редактор В. К. Хільчевский), який є фаховим виданням з географічних наук, засновано на кафедрі у 2000 р. Публікуються статті українських вчених, трапляються також публікації зарубіжних авторів. На 201 р. опубліковано 51 номер.
- «Гідрологія, гідрохімія і гідроекологія» [Архівовано 7 листопада 2017 у Wayback Machine.] - Режим доступу до електронних ресурсів PDF-формату перідичного наукового збірника .

- Всеукраїнська наукова конференція з міжнародною участю «Гідрологія, гідрохімія, гідроекологія» започаткована кафедрою в 2001 р. (І — 2001 р., ІІ — 2003 р., ІІІ — 2006 р. всі три у м. Київ; IV — 2009 р. у м. Луганськ; V — 2011 р. у м. Чернівці; VI — 2014 р. у м. Дніпро; VII — 2018 р. у м. Київ). Кафедра гідрології та гідроекології завжди виступає співорганізатором цієї конференції.

- Спеціалізована вчена рада Київського національного університету імені Тараса Шевченка по захисту докторських дисертацій зі спеціальностей 11.00.07 — «гідрологія суші, водні ресурси, гідрохімія» та 11.00.09 — «метеорологія, кліматологія, агрометеорологія» створена на базі кафедри в 1993 р. Голови спецради: 1993-2003 рр. - В. І. Пелешенко; 2003-2018 рр.  - В. К. Хільчевський. За роки роботи спецради (1993-2018 рр.) захищено 105 дисертацій: 18 докторських і 87 кандидатських дисертацій.

## Працевлаштування випускників
Понад 800 випускників кафедри працюють в установах гідрометслужби України та зарубіжних країн, Держводагенства України, Міністерства екології та природних ресурсів України, Міністерства надзвичайних ситуацій України, науково-дослідних інститутах НАН України та проектних організаціях.
Їх діяльність пов'язана з вирішенням наступних завдань:
- моніторинг поверхневих вод;
- водно-пошукові дослідження для проектування;
- розрахунки гідрологічних і гідрохімічних характеристик для інформаційного обслуговування відповідних установ;
- розробка заходів з прогнозування негативних наслідків катастрофічних явищ на річках;
- попередження забруднення стічними водами від виснаження водних об'єктів;
- гідроекологічна експертиза;
- менеджмент водних ресурсів;
- міжнародне співробітництво з вирішення гідроекологічних проблем на транскордонних річках.

### Відомі випускники
Тривалий час гідрометслужбу України очолював В. М. Ліпінський.
З 2011 р. гідрометслужбу очолює В. О. Громовий.
Перший заступник Голови Держводагенства України з 2010 р. — М. В. Яцюк.
Заступник Голови Держводагенства України — О. В. Чунарьов.
Директор УкрНДГМІ — член-кореспондент НАН України В. І. Осадчий.
Народний депутат України 1998—2002 рр., політик Ю. П. Сахно.
Учасники експедицій в Антарктиду — О. В. Серебряков, А. П. Тхорик, Г. Ю. Тавров.